# 80 a.C.

## Eventos
- 175a olimpíada: neste ano não houve a corrida do estádio para homens, porque Sula havia convocado todos os atletas para Roma. Epêneto de Argos foi o vencedor do estádio para meninos.[1]
- Lúcio Cornélio Sula, pela segunda vez, e Quinto Cecílio Metelo Pio, cônsules romanos.
- Terceiro ano da ditadura de Sula.
- Primeiro ano do período de resistência de Sertório contra Metelo Pio e Pompeu na península Ibérica.
  - Sertório derrota as forças de Metelo Pio na Batalha do Rio Bétis.

## Mortes
- Cecília Metela Dalmática, mulher de Lúcio Cornélio Sula (data aproximada)